# Nazionale maschile di pallacanestro dell'Uruguay
La nazionale di pallacanestro dell'Uruguay è la rappresentativa cestistica dell'Uruguay ed è posta sotto l'egida della Federazione cestistica dell'Uruguay.

## Piazzamenti

### Olimpiadi
- 1936 - 6°
- 1948 - 5°
- 1952 -  3°
- 1956 -  3°

- 1960 - 8°
- 1964 - 8°
- 1984 - 6°

### Campionati del mondo
- 1954 - 6°
- 1959 - 9°
- 1963 - 10°
- 1967 - 6°

- 1970 - 7°
- 1982 - 11°
- 1986 - 19°

### Campionati americani
- 1980 - 7º
- 1984 -  2º
- 1988 - 4º
- 1992 - 10°
- 1993 - 10º

- 1995 - 6º
- 1997 - 8º
- 1999 - 8°
- 2001 - 8°
- 2003 - 9º

- 2005 - 8°
- 2007 - 6º
- 2009 - 6º
- 2011 - 7°
- 2013 - 7°

- 2015 - 8°
- 2017 - 6º
- 2022 - 10º

### Campionati sudamericani
- 1930 -  1°
- 1932 -  1°
- 1934 - 4°
- 1935 -  3°
- 1937 -  2°
- 1938 -  3°
- 1939 -  2°
- 1940 -  1°

- 1941 -  3°
- 1942 -  2°
- 1943 -  2°
- 1945 -  2°
- 1947 -  1°
- 1949 -  1°
- 1953 -  1°
- 1955 -  1°

- 1958 -  2°
- 1960 - 4°
- 1961 -  2°
- 1963 -  3°
- 1966 - 4°
- 1968 -  2°
- 1969 -  1°
- 1971 -  2°

- 1973 - 4°
- 1976 -  3°
- 1977 -  2°
- 1979 -  3°
- 1981 -  1°
- 1983 -  3°
- 1985 -  2°
- 1987 - 4°

- 1989 -  3°
- 1991 - 4°
- 1993 - 4°
- 1995 -  1°
- 1997 -  1°
- 1999 - 4°
- 2001 - 4°
- 2003 -  3°

- 2004 - 4°
- 2006 -  2°
- 2008 -  2°
- 2010 -  3°
- 2012 -  3°
- 2014 - 4°
- 2016 -  3°

### Giochi panamericani
- 1963 - 4°
- 1987 - 7°
- 1991 - 7°[1]
- 1995 - 4°
- 1999 - 8°

- 2003 - 8°
- 2007 -  3º
- 2011 - 8°
- 2019 - 6°

## Formazioni

### Olimpiadi
Pallacanestro ai Giochi della XI OlimpiadeAgós, Bernasconi, Braselli, de Pena, Gabín, Gómez, A. González, Latou, Quintans, H. González, Martí, Mesa, All. Juan Antonio Collazo
Pallacanestro ai Giochi della XIV OlimpiadeAcosta y Lara, Antón, Cieslinskas, Demarco, Diab, Eidlin, Folle, García, Gordon, Lombardo, Lovera, Magariños, Roselló, Ruiz, All. Raúl Canale
Pallacanestro ai Giochi della XV Olimpiade3 Acosta y Lara, 4 Baliño, 5 Cieslinskas, 6 Costa, 7 Demarco, 8 García, 9 Larre Borges, 10 Lombardo, 13 Lovera, 14 Matto, 15 Peláez, 16 Roselló,        All. Olguiz Rodríguez
Pallacanestro ai Giochi della XVI Olimpiade3 Blixen, 4 Cortés, 5 Costa, 6 Chelle, 7 Demarco, 8 García, 9 González, 10 Matto, 11 Moglia, 12 Mera, 13 Olascoaga, 14 Scarón,        All. Héctor López Reboledo
Pallacanestro ai Giochi della XVII Olimpiade3 Matto, 4 Mera, 5 Chelle, 6 Rial, 7 Poyet, 8 Blixen, 9 Scarón, 10 Lubnicki, 11 Costa, 12 Coito, 13 Ciavattone, 15 Gadea,        All. Héctor López Reboledo
Pallacanestro ai Giochi della XVIII Olimpiade4 Poyet, 5 Márquez, 6 Gómez, 7 Köster, 8 Ciavattone, 9 Roca, 10 Pisano, 11 García, 12 Gadea, 13 de León, 14 Rial, 15 Maya,        All. Raúl Ballefín
Pallacanestro ai Giochi della XXIII Olimpiade - Torneo maschile4 López, 5 Larrosa, 6 Pierri, 7 Núñez, 8 Ruiz, 9 Perdomo, 10 Peinado, 11 Pagani, 12 Pereyra, 13 Tito, 14 Mignone, 15 Frattini,        All. Ramón Etchamendi

### Campionati del mondo
Campionato mondiale maschile di pallacanestro 19543 Acosta y Lara, 4 Baliño, 5 Costa, 6 Demarco, 7 Roselló, 8 Gully, 9 Lombardo, 10 Lovera, 11 Matto, 12 Mera, 13 Moglia, 14 García, 15 Usher, 16 Zubillaga,        All. Prudencio de Pena
Campionato mondiale maschile di pallacanestro 19593 Poyet, 4 García, 5 Chelle, 6 Mera, 7 Usher, 8 Roca, 9 Blixen, 10 Scarón, 11 Cortés, 12 Pedragosa, 13 Lubnicki, 14 Matto,        All. Olguiz Rodríguez
Campionato mondiale maschile di pallacanestro 19634 Pisano, 5 Márquez, 6 Gómez, 7 Caneiro, 8 Ciavattone, 9 Roca, 10 Rial, 11 Blixen, 12 Gadea, 13 de León, 14 Ledesma, 15 di Matteo,        All. Dante Méndez
Campionato mondiale maschile di pallacanestro 19674 de León, 5 Márquez, 6 Gómez, 7 Hernández, 8 Arrestia, 9 Moglia, 10 Pisano, 11 Poyet, 12 Gadea, 13 Borroni, 14 Ceriani, 15 García,        All. Raúl Ballefín
Campionato mondiale maschile di pallacanestro 19704 de León, 5 Pisano, 6 Vannet, 7 Hernández, 8 Arrestia, 9 Borroni, 10 Rodríguez, 11 Barizo, 12 Gadea, 13 Lage, 14 Bomio, 15 García,        All. Héctor Bassaizteguy
Campionato mondiale maschile di pallacanestro 19824 Tito, 5 Larrosa, 6 Pierri, 7 Núñez, 8 Ruiz, 9 Perdomo, 10 Peinado, 11 Pagani, 12 Jauri, 13 Haller, 14 Viola, 15 Frattini,        All. Ramón Etchamendi
Campionato mondiale maschile di pallacanestro 19864 López, 5 Larrosa, 6 Pierri, 7 Núñez, 8 Szczygielski, 9 Perdomo, 10 Peinado, 11 Tito, 12 Cortés, 13 McCall, 14 Mignone, 15 Walter,        All. Ramón Etchamendi

### Campionati americani
Torneo americano maschile di pallacanestro di qualificazione alle Olimpiadi 19804 Silvera, 5 Bianchi, 6 Barizo, 7 Núñez, 8 Garretano, 9 Guerra, 10 Ruiz, 11 Pagani, 12 Belén, 13 Haller, 14 Wenzel, 15 Frattini,        All. Ramón Etchamendi
Torneo americano maschile di pallacanestro di qualificazione alle Olimpiadi 19844 López, 5 Larrosa, 6 Pierri, 7 Núñez, 8 Ruiz, 9 Perdomo, 10 Peinado, 11 Pagani, 12 Pereyra, 13 Tito, 14 Mignone, 15 Frattini,        All. Ramón Etchamendi
Torneo americano maschile di pallacanestro di qualificazione alle Olimpiadi 19884 Medrick, 5 Larrosa, 6 Pierri, 7 Núñez, 8 Szczygielski, 9 Perdomo, 10 Peinado, 11 Pagani, 12 Moglia, 13 Tito, 14 Mignone, 15 López,        All. Javier Espíndola
Torneo americano maschile di pallacanestro di qualificazione alle Olimpiadi 19924 López, 5 Larrosa, 6 Pierri, 7 Núñez, 8 Mayor, 9 Perdomo, 10 Capalbo, 11 Tito, 12 Szczygielski, 13 Medrick, 14 Tucuna, 15 Sánchez,        All. Víctor Hugo Berardi
Campionato americano maschile di pallacanestro 19934 López, 5 Acosta, 6 Pierri, 7 Pereyra, 8 Mayor, 9 Rivera, 10 Capalbo, 11 Losada, 12 Szczygielski, 13 Laborda, 14 Tucuna, 15 Garcín,        All. Víctor Hugo Berardi
Campionato americano maschile di pallacanestro 19954 Rivera, 5 Losada, 6 Pierri, 7 Cattivelli, 8 Mayor, 9 Moglia, 10 Capalbo, 11 Caneiro, 12 Szczygielski, 13 Silveira, 14 Bouzout, 15 Granger,        All. Víctor Hugo Berardi
Campionato americano maschile di pallacanestro 19974 Acosta, 5 Losada, 6 Pierri, 7 Navarrete, 8 Mazzarino, 9 Medrick, 10 Capalbo, 11 Moglia, 12 Szczygielski, 13 Silveira, 14 Bouzout, 15 Rostán,        All. Víctor Hugo Berardi
Campionato americano maschile di pallacanestro 19994 Acosta, 5 Tucuna, 6 Losada, 7 Castrillón, 8 Mazzarino, 9 Abratanski, 10 Cabrera, 11 Moglia, 12 Szczygielski, 13 Silveira, 14 Bouzout, 15 Moltedo,        All. César Somma
Campionato americano maschile di pallacanestro 20014 Rivera, 5 Navarrete, 6 Losada, 7 Castrillón, 8 Mazzarino, 9 Arrosa, 10 Capalbo, 11 Riera, 12 Szczygielski, 13 Silveira, 14 Bouzout, 15 Moltedo,        All. César Somma
Campionato americano maschile di pallacanestro 20034 Morales, 5 Taboada, 6 Aguiar, 7 Muro, 8 Mazzarino, 9 Owens, 10 Izuibejeres, 11 Páez, 12 Szczygielski, 13 Silveira, 14 Bouzout, 15 Batista,        All. Néstor García
Campionato americano maschile di pallacanestro 20054 Castrillón, 5 Izaguirre, 6 Aguiar, 7 Morales, 8 Mazzarino, 9 Charquero, 10 García Morales, 11 Osimani, 12 Páez, 13 Silveira, 14 Borsellino, 15 Batista,        All. Alberto Espasandín
Campionato americano maschile di pallacanestro 20074 Martínez, 5 Taboada, 6 Aguiar, 7 Galeano, 8 Mazzarino, 9 Charquero, 10 García Morales, 11 Osimani, 12 Páez, 13 Silveira, 14 Izaguirre, 15 Batista,        All. Alberto Espasandín
Campionato americano maschile di pallacanestro 20094 Izaguirre, 5 Barrera, 6 Aguiar, 7 Taboada, 8 González, 9 Newsome, 10 García Morales, 11 Osimani, 12 Páez, 13 Silveira, 14 Borsellino, 15 Batista,        All. Gerardo Jauri
Campionato americano maschile di pallacanestro 20114 Martínez, 5 Barrera, 6 Aguiar, 7 Calfani, 8 Fitipaldo, 9 Izaguirre, 10 García Morales, 11 Osimani, 12 Newsome, 13 Vázquez, 14 Borsellino, 15 Batista,        All. Gerardo Jauri
Campionato americano maschile di pallacanestro 20134 Cabot, 5 Fitipaldo, 6 Taboada, 7 Calfani, 8 Mazzarino, 9 Vázquez, 10 García Morales, 11 Newsome, 12 Bavosi, 13 Wachsmann, 14 Izaguirre, 15 Batista,        All. Pablo López
Campionato americano maschile di pallacanestro 20154 Vidal, 5 Fitipaldo, 6 Aguiar, 7 Calfani, 10 Souberbielle, 11 Osimani, 13 Cáceres, 14 Borsellino, 21 Parodi, 22 Newsome, 33 Wachsmann, 41 Álvarez,        All. Adrián Capelli
Campionato americano maschile di pallacanestro 20171 Iglesias, 4 Zubiaurre, 5 Ducasse, 6 Fitipaldo, 11 Izaguirre, 13 Vázquez, 14 Borsellino, 15 Batista, 21 Parodi, 25 Granger, 31 Cáceres, 33 Wachsmann,        All. Marcelo Signorelli
Campionato americano maschile di pallacanestro 20221 Iglesias, 3 Osimani, 8 Ubal, 10 Serres, 14 Rodríguez, 15 Batista, 18 Ottonello, 21 Parodi, 24 Zanotta, 33 Wachsmann, 42 Rojas, 52 Pena,        All. Rubén Magnano

### Campionari sudamericani
Campionato sudamericano maschile di pallacanestro 1930Braselli, Cassarino, Crotta, Gabín, García, Gómez, R. González, A. González, Tambasco, Uslenghi, All. Juan Antonio Collazo
Campionato sudamericano maschile di pallacanestro 1932Bernasconi, Braselli, Crotta, García, Gómez, González, Martins, Rodríguez, All. Juan Antonio Collazo
Campionato sudamericano maschile di pallacanestro 1934Agós, Bernasconi, Braselli, Gabín, Gómez, González, Latou, Martí, Ponce de León, Quintans, All. Juan Antonio Collazo
Campionato sudamericano maschile di pallacanestro 1935Agós, Bernasconi, Braselli, Gabín, A. González, H. González, Gómez, Latou, Martí, Mesa, Quintans, All. Juan Antonio Collazo
Template:Uruguay maschile pallacanestro sudamericano 1937
Template:Uruguay maschile pallacanestro sudamericano 1938
Template:Uruguay maschile pallacanestro sudamericano 1939
Campionato sudamericano maschile di pallacanestro 1940Arnabal, Barberini, Braselli, Casal, Castro, de Pena, Langlade, Loustau, Mendiondo, Mesa, Ramella, Ubal, Vitureira, Zerbino, All. Héctor López Reboledo
Template:Uruguay maschile pallacanestro sudamericano 1941
Template:Uruguay maschile pallacanestro sudamericano 1942
Campionato sudamericano maschile di pallacanestro 1943Barone, Cieslinskas, Diz, Fernández, Lovera, Magariños, Medrano, Mesa, Pardeiro, Ruiz, Vitureira, All. Raúl Canale
Campionato sudamericano maschile di pallacanestro 1945Antón, Burgueño, Casartelli, Demarco, Lombardo, Lovera, Magariños, Mediondo, Roselló, Vitureira, All. Raúl Canale
Campionato sudamericano maschile di pallacanestro 1947Antón, Demarco, Diab, Diz, Folle, Lombardo, Lovera, Magariños, Mesa, Roselló, Ruiz, Vitureira, All. Raúl Canale
Campionato sudamericano maschile di pallacanestro 1949Baliño, Demarco, Diab, Fava, Gordon, Guasco, Larre Borges, Lombardo, Lovera, Miraldi, Roselló, Ruiz, All. Albérico Passadore
Campionato sudamericano maschile di pallacanestro 1953Acosta y Lara, Baliño, Cieslinskas, Costa, Demarco, Larre Borges, Lovera, Matto, Mera, Moglia, Ruiz, Svirsky, All. Prudencio de Pena
Campionato sudamericano maschile di pallacanestro 1955Blixen, Chelle, Cortés, Costa, Demarco, Falchi, García, García Otero, Matto, Ramón Mera, Raúl Mera, Moglia, Scarón, Usher, All. Héctor López Reboledo
Campionato sudamericano maschile di pallacanestro 19583 Blanco, 4 Blixen, 5 Cortés, 6 Costa, 7 Chelle, 8 Etchamendi, 9 Matto, 10 Mera, 11 Moglia, 12 Poyet, 13 Pagani, 14 Scarón,        All. Héctor López Reboledo
Campionato sudamericano maschile di pallacanestro 1960Blixen, Cortés, de León, Gadea, Martelo, Moglia, Pérez, Poyet, Rial, Roca, Scarón, Fossa, All. -
Campionato sudamericano maschile di pallacanestro 19613 Scarón, 4 Blixen, 5 Rial, 6 Chelle, 7 Martelo, 8 Gadea, 9 Márquez, 10 Pisano, 11 Mussio, 12 Spósito, 13 di Matteo, 14 de León,        All. -
Template:Uruguay maschile pallacanestro sudamericano 1963
Campionato sudamericano maschile di pallacanestro 1966Arrestia, Bomio, Borroni, Fossa, L. García, R. García, Hernández, Lage, Larre Borges, Losada, Maya, Rossi, All. Bernardo Larre Borges
Campionato sudamericano maschile di pallacanestro 1969Arrestia, Barizo, Bomio, Campaña, de León, Gadea, García, Hernández, Lage, Moreira, Poyet, Rossi, All. Héctor Bassaizteguy
Campionato sudamericano maschile di pallacanestro 1971Arrestia, Campaña, Caneiro, Haller, Hernández, Iglesia, Irrazábal, Pisano, Rivero, Rodríguez, Silvera, Vannet, All. Héctor Bassaizteguy
Campionato sudamericano maschile di pallacanestro 19734 Layerla, 5 Pisano, 6 Barizo, 7 Caresani, 8 Rivero, 9 González, 10 Ordoqui, 11 Caneiro, 12 Falero, 13 Lage, 14 Wenzel, 15 Garman,        All. Olguiz Rodríguez
Campionato sudamericano maschile di pallacanestro 1977Barizo, Caneiro, Frattini, Haller, Irrazábal, Larrosa, López, Núñez, Peinado, Santelli, Viola, Wenzel, All. Hebert Rey
Campionato sudamericano maschile di pallacanestro 1981Belén, Frattini, Haller, Larrosa, López, Núñez, Pagani, Peinado, Perdomo, Pierri, Ruiz, Wenzel, All. Ramón Etchamendi
Campionato sudamericano maschile di pallacanestro 19834 Mignone, 5 Pagani, 6 Perdomo, 7 Haller, 8 Pierri, 9 Tito, 10 Ruiz, 11 Peinado, 12 Núñez, 13 Larrosa, 14 López, 15 Frattini,        All. Ramón Etchamendi
Template:Uruguay maschile pallacanestro sudamericano 1985
Campionato sudamericano maschile di pallacanestro 1987Jauri, Larrosa, Medrick, Moglia, Núñez, Pagani, Perdomo, Pereyra, Pierri, Ruiz, Szczygielski, Tito, All. Ramón Etchamendi
Template:Uruguay maschile pallacanestro sudamericano 1989
Campionato sudamericano maschile di pallacanestro 1991Capalbo, de Pena, Koster, Larrosa, López, Moglia, Perdomo, Pierri, Ruiz, Szczygielski, Tucuna, Vázquez, All. Javier Espíndola
Template:Uruguay maschile pallacanestro sudamericano 1993
Campionato sudamericano maschile di pallacanestro 19954 Rivera, 5 Losada, 6 Pierri, 7 Cattivelli, 8 Mayor, 9 Moglia, 10 Capalbo, 11 Caneiro, 12 Szczygielski, 13 Silveira, 14 Bouzout, 15 Granger,        All. Víctor Hugo Berardi
Campionato sudamericano maschile di pallacanestro 1997Acosta, Bouzout, Capalbo, Losada, Mazzarino, Medrick, Moglia, Moltedo, Navarrete, Pierri, Silveira, Szczygielski, All. Víctor Hugo Berardi
Campionato sudamericano maschile di pallacanestro 1999Abratanski, Acosta, Bouzout, Capalbo, Castrillón, Losada, Mazzarino, Moglia, Moltedo, Pierri, Silveira, Szczygielski, All. César Somma
Campionato sudamericano maschile di pallacanestro 2001Arrosa, Bouzout, Capalbo, Castrillón, García Morales, Losada, Mazzarino, Moltedo, Navarrete, Silveira, Soria, Szczygielski, All. César Somma
Campionato sudamericano maschile di pallacanestro 20034 Moltedo, 5 Taboada, 6 Aguiar, 7 Muro, 8 López, 9 Owens, 10 García Morales, 11 Osimani, 12 Szczygielski, 13 Silveira, 14 Bouzout, 15 Batista,        All. Néstor García
Campionato sudamericano maschile di pallacanestro 20044 Osimani, 5 Taboada, 6 Aguiar, 7 Muro, 8 Mazzarino, 9 Morales, 10 Capalbo, 11 Charquero, 12 Szczygielski, 13 Silveira, 14 Owens, 15 Batista,        All. Alberto Espasandín
Campionato sudamericano maschile di pallacanestro 20064 Castrillón, 5 Taboada, 6 Aguiar, 7 Morales, 8 Izuibejeres, 9 Charquero, 10 García Morales, 11 Osimani, 12 Izaguirre, 13 Silveira, 14 Borsellino, 15 Batista,        All. Alberto Espasandín
Campionato sudamericano maschile di pallacanestro 20084 Barrera, 5 Vázquez, 6 Aguiar, 7 Silveira, 8 Mazzarino, 9 Charquero, 10 García Morales, 11 González, 12 Páez, 13 Castrillón, 14 Izaguirre, 15 Batista,        All. Gerardo Jauri
Campionato sudamericano maschile di pallacanestro 20104 Calfani, 5 Loriente, 6 Aguiar, 7 J. Osimani, 8 Fitipaldo, 9 Newsome, 10 Martínez, 11 Izaguirre, 12 Páez, 13 Izuibejeres, 14 M. Osimani, 15 Batista,        All. Gerardo Jauri
Campionato sudamericano maschile di pallacanestro 20124 Granger, 5 Barrera, 6 Aguiar, 7 Calfani, 8 Fitipaldo, 9 Vázquez, 10 García Morales, 11 Osimani, 12 Aguilera, 13 Craig, 14 Borsellino, 15 Izaguirre,        All. Pablo López
Campionato sudamericano maschile di pallacanestro 20144 Parodi, 5 Fitipaldo, 6 Aguiar, 7 Calfani, 8 Mazzarino, 9 Trelles, 10 Wachsmann, 11 Osimani, 12 Aguilera, 13 Izaguirre, 14 Borsellino, 15 Medina,        All. Adrián Capelli
Campionato sudamericano maschile di pallacanestro 20165 Fitipaldo, 6 Aguiar, 7 Calfani, 9 Barrera, 12 Ducasse, 13 Vázquez, 15 Batista, 19 Haller, 21 Parodi, 22 Newsome, 24 Zanotta, 33 Wachsmann,        All. Marcelo Signorelli

### Giochi panamericani
Pallacanestro maschile ai IV Giochi panamericaniPoyet, Pisano, Márquez, Blixen, Ciavattone, Scarón, de León, Gómez, Roca, Martelo, Caneiro, Turcatti, All. Olguiz Rodríguez
Pallacanestro maschile ai X Giochi panamericani4 Medrick, 5 Larrosa, 6 Pierri, 7 Núñez, 8 Szczygielski, 9 Perdomo, 10 Peinado, 11 Tito, 12 Moglia, 13 Rodríguez, 14 Mignone, 15 Vázquez,        All. Javier Espíndola
Pallacanestro maschile agli XI Giochi panamericani4 Costa, 5 Larrosa, 6 Blanc, 7 Núñez, 8 Granger, 9 Perdomo, 10 Capalbo, 11 Tito, 12 Szczygielski, 13 Koster, 14 Guerra, 15 Tucuna,        All. Javier Espíndola
Pallacanestro maschile ai XII Giochi panamericani4 Laborda, 5 Garcín, 6 Pierri, 7 Caneiro, 8 Mayor, 9 Moglia, 10 Capalbo, 11 Granger, 12 Szczygielski, 13 Silveira, 14 Bouzout, 15 Losada,        All. Víctor Hugo Berardi
Pallacanestro maschile ai XIII Giochi panamericaniAbratanski, Bertolini, Bouzout, Cabrera, Castrillón, Losada, Mazzarino, Moglia, Morales, Silveira, Suárez, Vázquez, All. César Somma
Pallacanestro maschile ai XIV Giochi panamericaniPérez, Leguizamón, Páez, Mazzarino, Muro, Taboada, Aguiar, Owens, García Morales, Szczygielski, Silveira, Batista, All. Néstor García
Pallacanestro maschile ai XV Giochi panamericani4 Martínez, 5 Taboada, 6 Aguiar, 7 Barrera, 8 Mazzarino, 9 Charquero, 10 García Morales, 11 Osimani, 12 Páez, 13 Silveira, 14 Izaguirre, 15 Batista,        All. Alberto Espasandín
Pallacanestro maschile ai XVI Giochi panamericani4 Vidal, 5 J. Osimani, 6 Fitipaldo, 7 Cáceres, 8 Loriente, 9 Haller, 10 Silveira, 11 M. Osimani, 12 Newsome, 13 Vázquez, 14 Borsellino, 15 Bastón,        All. Álvaro Tito
Pallacanestro maschile ai XVIII Giochi panamericani1 Rodríguez, 4 Barrera, 5 Ducasse, 9 Véscovi, 10 Moglia, 11 Cáceres, 12 Trocki, 13 Santiso, 14 Borsellino, 21 Parodi, 33 Wachsmann, 42 Rojas,        All. Edgardo Kogan